# Grallaire à dos uni
Grallaria haplonota
Espèce
Statut de conservation UICN

 LC  : Préoccupation mineure
La Grallaire à dos uni (Grallaria haplonota) est une espèce d'oiseaux de la famille des Grallariidae.

## Répartition
Cette espèce est présente dans le Nord du Venezuela, dans le Sud de la Colombie, en Équateur et dans le Nord du Pérou.

## Habitat
Elle vit dans la forêt tropicale humide de montagne. 

## Liste des sous-espèces
Selon la classification de référence du Congrès ornithologique international (version 10.2, 2020) :
- Grallaria haplonota haplonota Sclater, PL, 1877 - Nord du Venezuela
- Grallaria haplonota pariae Phelps & Phelps Jr, 1949 - Nord-Est du Venezuela
- Grallaria haplonota parambae Rothschild, 1900 ouest de la Colombie et de l'Équateur
- Grallaria haplonota chaplinae Robbins & Ridgely, 1986 - centre de la Colombie, Est de l'Équateur et Nord du Pérou